# The Headbanger
Rob Fabrie (poznat i kao DJ Waxweazle i The Headbanger) je nizozemski hardcore/gabber i nekadašnji happy hardcore producent i DJ.
Započeo je s djelovanjem kada je počeo producirati techno pjesme s najboljim prijateljem Richardom van Naamom. 1990. je radio u klubu "Midtown" u Rotterdamu i iste godine je poslao demosnimke Paulu Elstaku. Rob Fabrie, Richard van Naam i Paul Elstak su osnovali skupinu Holy Noise. U ovoj skupini, na primjer, producirali su hit pjesme "James Brown Is Still Alive" (kao odgovor na pjesmu "James Brown Is Dead" LA Stylea) i "The Nightmare".
Nakon par kompilacija, Holy Noise je raspušten. Rob je nastavio producirati za diskografske kuće poput Terror Traxx, Dance International ili ID&T Music i otada je počeo koristiti nadimak DJ Waxweazle. Zbog njegovih uspješnih izdanja, klubovi i promotori su ga rezervirali za tjedne DJ nastupe i ID&T mu je 1994. ponudio njegovu diskografsku kuću "Waxweazle" koju je do 1998. uspješno vodio iz njegovog studija u Rotterdamu.
Od 1998., Rob gotovo isključivo koristi nadimak "The Headbanger" i uglavnom producira "mainstyle" hardcore/gabber. Njegov najveći hit je "Headbanger Theme" (2000.). U razdoblju 1999. – 2001. usputno je producirao hard house, trance, house i hard trance izdanja.

## Vanjske poveznice
- Službena stranica  Arhivirana inačica izvorne stranice od 5. listopada 2011. (Wayback Machine)
- DJ Waxweazle diskografija
- The Headbanger diskografija